# Полонія (Вісконсин)
Полонія (англ. Polonia) — переписна місцевість (CDP) в США, в окрузі Портедж штату Вісконсин. Населення — 565 осіб (2020).

## Географія
Полонія розташована за координатами 44°34′50″ пн. ш. 89°24′38″ зх. д. / 44.58056° пн. ш. 89.41056° зх. д. (44.580548, -89.410626).  За даними Бюро перепису населення США в 2010 році переписна місцевість мала площу 8,73 км², з яких 8,65 км² — суходіл та 0,08 км² — водойми.

## Демографія
Згідно з переписом 2010 року, у переписній місцевості мешкало 526 осіб у 198 домогосподарствах у складі 154 родин. Густота населення становила 60 осіб/км².  Було 204 помешкання (23/км²).
Расовий склад населення:
| - 98,3 % — білих - 0,4 % — корінних американців |

До двох чи більше рас належало 1,0 %. Частка іспаномовних становила 1,0 % від усіх жителів.
За віковим діапазоном населення розподілялося таким чином: 25,5 % — особи молодші 18 років, 66,3 % — особи у віці 18—64 років, 8,2 % — особи у віці 65 років та старші. Медіана віку мешканця становила 36,9 року. На 100 осіб жіночої статі у переписній місцевості припадало 97,0 чоловіків;  на 100 жінок у віці від 18 років та старших — 99,0 чоловіків також старших 18 років.
Середній дохід на одне домашнє господарство  становив 74 937 доларів США (медіана — 75 054), а середній дохід на одну сім'ю — 76 776 доларів (медіана — 75 625). За межею бідності перебувало 1,4 % осіб, у тому числі 0,0 % дітей у віці до 18 років та 0,0 % осіб у віці 65 років та старших.
Цивільне працевлаштоване населення становило 346 осіб. Основні галузі зайнятості: освіта, охорона здоров'я та соціальна допомога — 21,7 %, виробництво — 19,1 %, фінанси, страхування та нерухомість — 11,0 %, будівництво — 11,0 %.